# Mary Tucker
Mary Carolynn Tucker (Pineville, 20 de julio de 2001) es una deportista estadounidense que compite en tiro, en la modalidad de rifle.
Participó en los Juegos Olímpicos de Tokio 2020, obteniendo una medalla de plata en la prueba de rifle 10 m mixto (junto con Lucas Kozeniesky). Ganó una medalla de bronce en el Campeonato Mundial de Tiro de 2022 y tres medallas en los Juegos Panamericanos de 2023 (dos de oro y una de bronce).

## Palmarés internacional
| Juegos Olímpicos     | Juegos Olímpicos  | Juegos Olímpicos  | Juegos Olímpicos           |
| Año                  | Lugar             | Medalla           | Prueba                     |
| -------------------- | ----------------- | ----------------- | -------------------------- |
| 2020                 | Tokio (Japón)     | Medalla de plata  | Rifle 10 m mixto           |
| Campeonato Mundial   |                   |                   |                            |
| Año                  | Lugar             | Medalla           | Prueba                     |
| 2022                 | El Cairo (Egipto) | Medalla de bronce | Rifle en pos. tendida 50 m |
| Juegos Panamericanos |                   |                   |                            |
| Año                  | Lugar             | Medalla           | Prueba                     |
| 2023                 | Santiago (Chile)  | Medalla de oro    | Rifle 3 posiciones 50 m    |
| 2023                 | Santiago (Chile)  | Medalla de oro    | Rifle 10 m mixto           |
| 2023                 | Santiago (Chile)  | Medalla de bronce | Rifle 10 m                 |